# てーきゅうのディスコグラフィ
『てーきゅうのディスコグラフィ』では、テレビアニメ『てーきゅう』シリーズの関連CDについて記述する。発売元は主にアース・スターレコード。

## シングル

### 没落貴族のためのてーきゅう
テレビアニメ『てーきゅう』第1期の主題歌（オープニングテーマ）。歌は主人公・押本ユリ役の渡部優衣が担当する。コミックマーケット83（2012年12月29日 - 31日開催）のYTEブースで先行発売された後、2013年3月29日に一般発売された。発売元はCosmic Record。収録内容は本曲5パターンとアニメキャストによる第15面〜第17面（原作およびアニメ第2期の当該話）のオーディオドラマ4本、キャスト・フリーコメントで構成される。
収録曲
1. 没落貴族のためのてーきゅう （フルバージョン)  
歌：渡部優衣
作詞：ルーツ、作曲：ワタナベハッカイ
2. 没落貴族のためのてーきゅう（カラオケ）
3. 没落貴族のためのてーきゅう（インスト）
4. 没落貴族のためのてーきゅう（完全版）
5. 没落貴族のためのてーきゅう（TVサイズ30秒バージョン）
6. オーディオドラマ「第15面・先輩とトランスフォーマー」
7. オーディオドラマ「第おまけ面・貸し出し」
8. オーディオドラマ「第16面・先輩とピンポン」
9. オーディオドラマ「第17面・先輩とマーズアタック」
10. キャスト・フリーコメント

ドラマパート出演
- 新庄かなえ（三森すずこ）
- 押本ユリ（渡部優衣）
- 高宮なすの（鳴海杏子）
- 坂東まりも（花澤香菜）

### メニメニマニマニ
テレビアニメ『てーきゅう』第2期の主題歌（オープニングテーマ）。歌は高宮なすの（鳴海杏子）が担当する。2013年8月7日にアース・スターレコードより発売された。収録内容は本曲4パターンとアニメキャストによる第41面〜第42面（原作およびアニメ第4期の当該話）のオーディオドラマ2本で構成される。
収録曲
1. メニメニマニマニ [4:32]
歌：高宮なすの（鳴海杏子）
作詞・作曲・編曲：やしきん
2. メニメニマニマニ（TV ver） [0:35]
3. メニメニマニマニ（Remix ver） [4:38]
作詞・作曲：やしきん、編曲：小森茂生
4. メニメニマニマニ（Instrumental） [4:32]
5. ドラマCD第41面「先輩とジョーズ」 [3:47]
6. ドラマCD第42面「先輩とキャスト・アウェィ」 [5:22]

ドラマパート出演
- 新庄かなえ（三森すずこ）
- 押本ユリ（渡部優衣）
- 高宮なすの（鳴海杏子）
- 坂東まりも（花澤香菜）

### ぬふっとてーきゅうポトラッチ
テレビアニメ『てーきゅう』第3期の主題歌（オープニングテーマ）。歌は日本マンガ芸術学院の声優タレントコースに所属する女子学生7人組によるユニット「Naive」が担当する。発売元はダックスプロダクション。コミックマーケット85（2013年12月29日 - 31日開催）のYTEブースで発売された後、YTE特設サイトにて事後通販された（一般発売は行われていない。）。収録内容は本曲5パターンとアニメキャストによる第44面〜第45面（原作およびアニメ第4期の当該話）のオーディオドラマ2本などで構成される。
収録曲
1. ぬふっとてーきゅうポトラッチ（フルバージョン） [3:22]
歌：Naive、セリフ：渡部優衣、三森すずこ、花澤香菜、鳴海杏子
作詞：やしきん、作曲・編曲：山本はるきち
2. 「てーきゅうのささやき」第1セット [0:37]
3. ぬふっとてーきゅうポトラッチ（カラオケ ボーカルoff） [3:22]
4. みんなのてーきゅう [0:23]
5. ぬふっとてーきゅうポトラッチ（TVサイズ30秒バージョン） [0:32]
6. ぬふっとてーきゅうポトラッチ（全国大会編ver） [0:32]
7. 「てーきゅうのささやき」第2セット [0:38]
8. ぬふっとてーきゅうポトラッチ（インスト） [3:23]
9. オーディオドラマ第43面「先輩とスターリングラード」 [4:48]
10. オーディオドラマ第45面「先輩とGOAL」 [5:55]
11. キャスト・フリーコメント [1:26]

ドラマパート出演
- 押本ユリ（渡部優衣）
- 高宮なすの（鳴海杏子）
- 押本陽太（逢坂良太）
- 近藤アネンコフ（喜多村英梨）
- 近藤うどん子（石原夏織）、他

### 今宵フェスティバブル
テレビアニメ『てーきゅう』ベストセレクションのオープニングテーマ。歌は第2期主題歌「メニメニマニマニ」以来の高宮なすの（鳴海杏子）が担当する。2014年8月22日にアース・スターレコードより発売された。本曲2パターンとメニメニマニマニのニューバージョンが収録されている。
収録曲
1. 今宵フェスティバブル [4:25]
歌：高宮なすの（鳴海杏子）
作詞・作曲・編曲：やしきん
2. メニメニマニマニ ニューバージョン
作詞・作曲・編曲：やしきん
3. メニメニマニマニ （Instrumental）

### 夕暮アフター
テレビアニメ『てーきゅう』ベストセレクションのエンディングテーマ。高宮なすの役を演じる鳴海杏子の2ndシングルで「今宵フェスティバブル」と同日発売した。アニメ本編のエンディングで使用している、本曲のミュージッククリップを収録したDVDを同梱。
収録曲
1. 夕暮アフター [3:53] 
作詞・作曲・編曲：やしきん
2. 夕暮アフター（Instrumental） [3:53]
作詞・作曲・編曲：やしきん

DVD
1. 夕暮アフター ミュージッククリップ
2. 夕暮アフター ミュージッククリップメイキング映像

### ファッとして桃源郷
テレビアニメ『てーきゅう』第4期の主題歌（オープニングテーマ）。歌を新庄かなえ（三森すずこ）が担当し、2015年5月27日に発売された。
収録曲
1. ファッとして桃源郷 [3:55]
歌：新庄かなえ（三森すずこ）
作詞・作曲・編曲：やしきん
2. ファッとして桃源郷（MetalCore Remix） [4:01]
作詞・作曲：やしきん、編曲：eba
3. ファッとして桃源郷（Instrumental） [3:53]

### 黄金のキンデレラ〜午前0時に魔法は解けず〜
『てーきゅう』のスピンオフ作品・テレビアニメ『高宮なすのです！〜てーきゅうスピンオフ〜』の主題歌（オープニングテーマ）。歌は同作品の主人公・高宮なすの（鳴海杏子）が担当し、「ファッとして桃源郷」と同日発売した。
収録曲
1. 黄金のキンデレラ〜午前0時に魔法は解けず〜 [4:28]
歌：高宮なすの（鳴海杏子）
作詞・作曲・編曲：やしきん
2. 黄金のキンデレラ〜午前0時に魔法は解けず〜（y0c1e Remix） [3:11]
作詞・作曲：やしきん、編曲：y0c1e
3. 黄金のキンデレラ〜午前0時に魔法は解けず〜（Instrumental） [4:27]

### Qunka!
テレビアニメ『てーきゅう』第5期の主題歌（オープニングテーマ）。歌を板東まりも（花澤香菜）が担当し、「ファッとして桃源郷」「黄金のキンデレラ〜午前0時に魔法は解けず〜」と同日発売した。また、同年5月3日に行われた花澤のライブツアー「花澤香菜 live 2015 “Blue Avenue”」の日本武道館公演では、同会場が描かれたジャケットを実装した限定盤が先行販売されている。さらに、2016年8月31日に発売された花澤のキャラソンリミックスアルバム『KANAight 〜花澤香菜キャラソン ハイパークロニクルミックス〜』では、本曲を含めたノンストップミックスverを収録している。
収録曲
1. Qunka! [3:55]
歌：板東まりも（花澤香菜）
作詞・作曲・編曲：やしきん
2. Qunka!（Holyパンツ Remix） [4:46]
作詞・作曲：やしきん、編曲：yamazo
3. Qunka!（Instrumental） [4:23]

### とってもサファリ
テレビアニメ『てーきゅう』第6期の主題歌（オープニングテーマ）。アース・スター ドリームのナンバリングタイトル1stシングルで2015年11月25日に発売された。表題曲「とってもサファリ」は、アース・スター ドリームの『てーきゅう』シリーズ初タイアップ曲であり、てーきゅうシリーズの主題歌に携わった「やしきん」が音楽プロデュースを担当している。メンバーの高尾奏音がピアノパートを演奏。カップリングにはアース・スター ドリームのライブで必ず歌われる代表曲「Fan Fanfare!!!」（テレビアニメ『世界でいちばん強くなりたい!』エンディングテーマをカバー）を収録。さらに3種類のミュージッククリップを収録した本曲のDVDを同梱している。
収録曲
1. とってもサファリ [4:33]
作詞・作曲・編曲：やしきん
2. Fan Fanfare!!! [3:55]
作詞：稲葉エミ、作曲：eba、和寅、編曲：eba
3. とってもサファリ（Instrumental） [4:33]

DVD
1. ミュージッククリップ

### ツッパリくんvs関取マン
テレビアニメ『てーきゅう』第7期の主題歌（オープニングテーマ）。2016年2月17日発売。歌は本シリーズのメインキャラ、押本ユリ（渡部優衣）、新庄かなえ（三森すずこ）、高宮なすの（鳴海杏子）、板東まりも（花澤香菜）。各キャラのソロバージョンも収録している。
収録曲
1. ツッパリくんvs関取マン [3:57]
歌：押本ユリ（渡部優衣）、新庄かなえ（三森すずこ）、高宮なすの（鳴海杏子）、板東まりも（花澤香菜）
作詞・作曲・編曲：やしきん
2. ツッパリくんvs関取マン（押本ユリ.Ver） [3:57]
3. ツッパリくんvs関取マン（新庄かなえ.Ver） [3:57]
4. ツッパリくんvs関取マン（高宮なすの.Ver） [3:57]
5. ツッパリくんvs関取マン（板東まりも.Ver） [3:57]
6. ツッパリくんvs関取マン（Instrumental） [3:55]

### 走れ!うさかめ高校テニス部!!
『てーきゅう』のスピンオフ作品・テレビアニメ『うさかめ』のオープニングテーマ。歌は同作品のメインキャラ・うさかめ高校テニス部（田中きなこ（中島由貴）、佐藤くるみ（小出ひかる）、鈴木あやこ（新井田いづみ）、西新井大師西（谷尻まりあ））が担当し、2016年5月25日に発売された。カップリング曲には同作品イメージソング「青春サーフDays」および、劇中のキャラクターをフィーチャリングした同曲の別バージョンを収録。3種類のミュージッククリップを収録したDVDを同梱している。
収録曲
1. 走れ!うさかめ高校テニス部!! [3:46]
歌：うさかめ高校テニス部（田中きなこ（中島由貴）、佐藤くるみ（小出ひかる）、鈴木あやこ（新井田いづみ）、西新井大師西（谷尻まりあ））
作詞・作曲：菅大輔、編曲：岸田勇気
2. 青春サーフDays feat.古平たすく、馬場みやこ、色葉似ほへと [3:43]
歌：うさかめ高校テニス部feat. 古平たすく（高尾奏音）、馬場みやこ（曽我部英理）、色葉似ほへと（愛原ありさ）
作詞：磯谷佳江、作曲：小野貴光、編曲：玉木千尋
3. 青春サーフDays [3:43]
歌：うさかめ高校テニス部
4. 走れ!うさかめ高校テニス部!!（カラオケ） [3:45]
5. 青春サーフDays（カラオケ） [3:40]

DVD
1. ミュージッククリップ 本編
2. ミュージッククリップ ワンショットバージョン
3. ミュージッククリップ ダンスバージョン

### Promise you
テレビアニメ『うさかめ』のエンディングテーマ。アース・スター ドリームの3rdシングルで2016年5月25日に発売された。表題曲「Promise you」は第6期主題歌「とってもサファリ」以来の『てーきゅう』シリーズのタイアップ曲で、歌詞に込められた強い決意、 そしてこれまでになかった切ない曲調が、同グループの新しい世界観を余すところなく表現している。また、メンバー全員が『うさかめ』に声優としても出演している。カップリング曲はテレビアニメ『ミリオンドール』挿入歌「光る海のまんなかで」をカバー。今作も3種類のミュージッククリップを収録したDVDを同梱。
収録曲
1. Promise you [4:36]
作詞：磯谷佳江、作曲：小野貴光、編曲：玉木千尋
2. 光る海のまんなかで [4:06]
作詞：hotaru、作曲・編曲：奥井康介
3. Promise you（Instrumental） [4:32]

DVD
1. ミュージッククリップ本編
2. ミュージッククリップワンショットバージョン
3. ミュージッククリップダンスバージョン

### ニホンゴワカリマセン
テレビアニメ『てーきゅう』第8期の主題歌（オープニングテーマ）。2016年11月23日発売。歌はトマリン（小倉唯）。今作よりレーベルがスマイラルレコードに変更された。
収録曲
1. ニホンゴワカリマセン [3:40]
歌：トマリン（小倉唯）
作詞・作曲・編曲：園田健太郎
2. ニホンゴワカリマセン〜横暴 mix〜 [3:44]
3. ニホンゴワカリマセン（Instrumental） [3:40]

### グルテン哀歌
ニホンゴワカリマセンと同日発売かつ共に第8期のW主題歌。歌は近藤うどん子（石原夏織）。
収録曲
1. グルテン哀歌 [2:57]
歌：近藤うどん子（石原夏織）
作詞・作曲・編曲：園田健太郎
2. グルテン哀歌〜yamazo Remix〜 [4:23]
Remix：yamazo
3. グルテン哀歌（Instrumental） [2:57]

### ドリーム・ファースト・宣誓しょん!
テレビアニメ『てーきゅう』第9期のオープニングテーマ。コミックマーケット92（2017年8月11日 - 13日開催）のスマイラルブースで先行発売された後、2017年8月16日に一般発売された。歌は押本ユリ（渡部優衣）。
収録曲
1. ドリーム・ファースト・宣誓しょん! [4:06]
歌：押本ユリ（渡部優衣）
作詞・作曲・編曲：大畑拓也
2. ドリーム・ファースト・宣誓しょん!-POM Remix- [4:17]
作詞・作曲：大畑拓也、編曲：小森茂生
3. ドリーム・ファースト・宣誓しょん!（Instrumental） [4:03]

### 開運!招福!炎天歌
2017年8月16日に発売されたアース・スター ドリームの5thシングルで第9期のエンディングテーマ。

## アルバム
『てーきゅう BEST』は2016年9月28日に発売されたテレビアニメ『てーきゅう』のベストアルバム。1期から7期、ベストセレクションの主題歌とスピンオフ作品「高宮なすのです!」「うさかめ」の主題歌を収録している。さらに特典として「メニメニマニマニ」「ファッとして桃源郷」のメロディスコア（楽譜）を封入している。
収録曲
1. 没落貴族のためのてーきゅう [4:10]
歌：渡部優衣
テレビアニメ『てーきゅう』第1期主題歌
2. メニメニマニマニ [4:32]
歌：高宮なすの（鳴海杏子）
テレビアニメ『てーきゅう』第2期主題歌
3. ぬふっとてーきゅうポトラッチ [3:24]
歌：Naive
テレビアニメ『てーきゅう』第3期主題歌
4. ファッとして桃源郷 [3:54]
歌：新庄かなえ（三森すずこ）
テレビアニメ『てーきゅう』第4期主題歌
5. Qunka! [4:23]
歌：板東まりも（花澤香菜）
テレビアニメ『てーきゅう』第5期主題歌
6. とってもサファリ [4:37]
歌：アース・スター ドリーム
テレビアニメ『てーきゅう』第6期主題歌
7. ツッパリくんvs関取マン [3:57]
歌：押本ユリ（渡部優衣）、新庄かなえ（三森すずこ）、高宮なすの（鳴海杏子）、板東まりも（花澤香菜）
テレビアニメ『てーきゅう』第7期主題歌
8. 今宵フェスティバブル [4:28]
歌：高宮なすの（鳴海杏子）
テレビアニメ『てーきゅう』ベストセレクションオープニングテーマ
9. 夕暮アフター [4:35]
歌：鳴海杏子
テレビアニメ『てーきゅう』ベストセレクションエンディングテーマ
10. 黄金のキンデレラ〜午前0時に魔法は解けず〜 [4:27]
歌：高宮なすの（鳴海杏子）
テレビアニメ『高宮なすのです!』主題歌
11. 走れ! うさかめ高校テニス部!! [3:46]
歌：うさかめ高校テニス部
テレビアニメ『うさかめ』オープニングテーマ
12. Promise you [4:33]
歌：アース・スター ドリーム
テレビアニメ『うさかめ』エンディングテーマ

## 特典CD

### コミケ特典CD
コミックマーケット89（2016年12月29日 - 31日開催）のスマイラルブースで販売された「ランヴァイル・プルグウィンギル・ゴゲリフウィルンドロブル・ランティシリオゴゴゴホで（ラーメン）」セットに付属する食玩CD（トマリン、近藤うどん子のラーメン屋食レポを収録したドラマCD。）。
商品内容
第8期 第86面『先輩とセブン』のラーメン回に因んだ商品。
- 伝説の店 人骨ラーメン（豚骨味）[注 4]
- てーきゅうオリジナル割り箸
- 店主タオル（ヘアバンド）
- 冬コミ特典ドラマCD『突撃!!隣のラーメン屋 トマリン&うどん子レポート』

### BD特典CD
2017年4月28日発売の『てーきゅう』Blu-ray BOXに同梱された特典ドラマCD。
収録内容
1. 先輩と君の名は。
原作者ルーツによる描き下ろし漫画特別編
2. 先輩と博士の異常な愛情
原作コミックス第7巻「裏面2」
3. 獅子舞の消失
『高宮なすのです!』原作コミックス第2巻 第13話
4. 先輩とスピーシーズ
原作およびアニメ第9期 第97面
5. 先輩とホームアローン
原作およびアニメ第9期 第98面